# یخچال میبد
یخچال میبد مربوط به دوره صفوی است و در مرکز شهر میبد واقع شده و این اثر در تاریخ ۱۶ دی ۱۳۷۵ با شمارهٔ ثبت ۱۸۲۶ به‌عنوان یکی از آثار ملی ایران به ثبت رسیده است.